# جنگ صلیبی ۱۱۰۱
جنگ صلیبی ۱۱۰۱ یک جنگ صلیبی کوچک و یکی از سه جنبش جداگانه‌ای بود که در سال‌های ۱۱۰۰ و ۱۱۰۱ و در پی پیروزی نخستین جنگ صلیبی، شکل گرفتند. این جنگ همچنین با نام جنگ صلیبی ضعیف‌النفس‌ها نیز شناخته می‌شود زیرا تعدادی از شرکت کنندگان آن از افرادی بودند که نخستین جنگ صلیبی را در نیمهٔ راه رها کرده بودند.
درخواست برای نیروهای کمکی از سوی پادشاهی تازه تأسیس اورشلیم، و پاسکال دوم، جانشین پاپ اوربان دوم (کسی که پیش از فهمیدن نتیجهٔ جنگ صلیبی‌ای که برپا کرده بود درگذشته بود)، باعث برانگیختن یک اردوکشی جدید شد. او به ویژه کسانی که عهد صلیب را پذیرفته بودند، ولی هرگز حرکت نکرده‌بودند و آنانی که در میانهٔ حرکت به سوی اورشلیم، بازگشته بودند را برانگیخت. برخی از این افراد در آن زمان و در خانه مورد اهانت‌های بزرگی قرار گرفته بودند و برای بازگشت به شرق با فشار بزرگی روبرو بودند؛ آدلا بلوآ، همسر استفان،کنت بلوآ، کسی که در جریان محاصره انطاکیه در ۱۰۹۸ گریخته بود، از کار همسرش بسیار شرمنده بود و اجازهٔ اقامت در خانه‌اش را به همسرش نمی‌داد.

## نخستین جنگ صلیبی
اندکی پس از شورای کلرمونت و سخنرانی پاپ اوربان دوم، در سال ۱۰۹۵ م، سپاهیان نخستین جنگ صلیبی به‌سوی شرق رهسپار شدند، از آسیای صغیر عبور کردند، به انطاکیه رسیدند و آن‌جا را به تصرف درآوردند. آنگاه در دو مسیر ساحلی و داخلی (روج–معره نعمان–شیزر–مصیاف–اکراد) حرکت کردند، بار دیگر در طرابلس به یکدیگر پیوستند و از آن‌جا راه‌شان را به‌سوی بیروت و صیدا تا قیساریه و سپس به‌سوی اورشلیم ادامه دادند. پس از تسخیر اورشلیم، صلیبی‌ها به سازمان دادن دولت‌های خود پرداختند و پادشاهی اورشلیم و شاهزادنشین انطاکیه و کنت‌نشین اِدسا را — که حکومت‌هایی خودمختار بودند — شکل دادند. برخی از شهرها همانند معره نعمان در مقابل تهاجم صلیبی‌ها مقاومت کردند ولی حاکمان برخی دیگر از شهرها مثل حماه، شیزر، طرابلس و حمص ترجیح دادند با مهاجمان از در صلح درآیند؛ اما کشتارهای صلیبی‌ها، پس از رسیدن به آسیای صغیر، در طول مسیر و هنگام رسیدن به انطاکیه و در ادامه در اورشلیم و دیگر شهرهای فلسطین سبب خشم مسلمانان شد و این‌چنین خود را آمادهٔ نبرد با صلیبی‌ها کردند.
در این دوران بود که امارت‌های پراکندهٔ شام تضعیف شده و قدرت مقابله با مبارزطلبی صلیبی‌ها را نداشتند. در شمال، قلیچ ارسلان از رهبران سلاجقه توان پایداری نداشت و پایتختش، نیقیه توسط صلیبی‌ها اشغال شد و در نتیجه قدرتِ خود را از دست داد.
آناتولی نیز تحت سیطرهٔ دانشمندیه بود که از نیرومندترین امارت‌های سلاجقه در بخش شمال شبه‌جزیرهٔ آسیای صغیر به‌شمار می‌رفت. امیر دانشمندی، ملک غازی که با پیروزی بر صلیبی‌ها شهرت فراوانی کسب کرد، توانست بوهمند را در نبرد ملطین به اسارت درآورد و در شمار نخستین رهبران مسلمان قرار گیرد که بر یک سپاه صلیبی پیروز شده‌است.

## جنگ ۱۱۰۱
در اواخر سال ۱۰۹۹ و پس از درگذشت پاپ اوربان دوم، اخبار پیروزی سپاه صلیبی به اروپا رسید و باعث شادی مردم گردید. تا زمستان سال بعد بیشتر جنگجویان صلیبی به اروپا بازگشتند و در آنجا از لزوم یاری رساندن به همرزمانشان که در سرزمین مقدس باقی مانده و همچنین ثروت زیاد و زمین‌های فراوان در شرق سخنانی بسیار سردادند.
سپاه صلیبی تازه که بیشتر آن از مردم لمباردی تشکیل شده بود در سپتامبر ۱۱۰۰ به سوی شرق به راه افتاد. اسقف اعظم میلان آنسلم بویی نامدارترین فرد این سپاه بود. پیش از این مردم لمباردی به سپاه ژرمن‌های پیتر زاهد پیوسته بودند و همراه دیگران شکست خورده و در جنگ نخست نتوانسته بودند کاری از پیش ببرند. کنترل این سپاه انبوه که شامل شمار زیادی از زنان و کودکان هم می‌شد برای اسقف اعظم و فرمانده سپاه، کنت بیاندرت، کاری بسیار مشکل بود.
در پاییز ۱۱۰۰ لمباردی‌ها از میان خاک مجارستان سپاه خود را گذرانده و در بلگراد به سرزمین‌های بیزانس وارد شدند. این سپاه در خاک بیزانس برای کنترل و آذوقه رسانی راحتتر به سه دسته تقسیم گردیدند. این سه دسته هر کدام در بیرون شهرهای فیلیپوپولیس (امروزه پلوودیف)، ادرنه و رودستو (امروزه تکیرداغ) اردو زدند ولی با این وجود دست به غارت و چپاول آبادی‌ها، انبارهای غلات و حتی کلیساهای اطراف زدند. در نهایت امپراتور الکسیوس در ماه مارس این سه گروه را جمع کرده و به اردوگاهی بیرون شهر قسطنطنیه منتقل کرد تا به سرعت آنان را از بسفر گذرانده و به آناتولی منتقل کند. در همین میان اخباری مبنی بر رسیدن سپاهی دیگر از مسیحیان به این اردوگاه رسید و باعث گردید که آنان در مورد حرکت تجدید نظر کرده و در آنجا صبر کنند اما امپراتوری که بر حرکت آنان پافشاری می‌ورزید، جیره غذایی اردوگاه را قطع نمود. بلافاصله پس از این رویداد صلیبیون به دیوارهای شهر یورش برده و خود را به کاخ بلاکرنای رساندند و یکی از شیرهای دست آموز امپراتور را کشتند و سعی در شکستن درهای قصر نمودند. سرانجام اسقف انسلم و کنت بیاندرت توانستند که مهاجمان را بیرون رانده و به اردوگاه بازگردانند و از امپراتور دلجویی کنند.
با میانجگری ریموند که زمستان را در قسطنطنیه و در دربار الکسیوس گذراند بود و از احترام و اعتماد کامل امپراتور برخوردار بود این اختلاف فرونشست و لمباردی‌ها راضی شده و به سوی آسیا حرکت کردند. آنان در روزهای پایانی آوریل در نزدیکی نیکومدیا (امروزه ازمیت) اردو زده و برای رسیدن دیگر صلیبیون به انتظار نشستند.
استفان کنت بلوا که سپاه نخست صلیبی را در میانه راه رها کرده بود همواره مورد سرزنش همسرش کنتس آدلا دختر ویلیام فاتح قرار می‌گرفت. نهایتاً او در بهار سال ۱۱۰۱ تصمیم گرفت برای جبران، یکبار دیگر عازم سرزمین مقدس گردد. با پخش شدن خبر حرکت او، شماری دیگر از اشراف و شوالیه‌های فرانسوی همانند استفن کنت بورگوندی، هوگ بروائی نیز به او پیوسته و با حرکت از میان ایتالیا و گذر از دریای آدریاتیک، سرانجام در ماه مه به قسطنطنیه وارد شدند. در میان راه شماری از مردم ژرمن به فرماندهی ژنرالی از سوی هاینریش چهارم به نام کنراد به این دسته از صلیبیون پیوستند.
با پیشنهاد امپراتور و استقبال و شادمانی فرانسوی‌ها و پذیرش لمباردی‌ها، ریموند نقش فرماندهی و سپهسالاری این سپاه صلیبی تازه را عهده‌دار شد. با نزدیک شدن به پایان ماه مه هنگام حرکت سپاه فرا رسید و همهٔ سپاه شامل لمباردی‌ها، فرانسوی‌ها و ژرمن‌ها به همراهی گروهی از بیزانسیان و گروهی از سربازان مزدور ترک از نکومدیا به سوی دورلیوم به راه افتادند.
هدف صلیبیون در این جنگ که پشتیبانی امپراتور را نیز به همراه داشت، تصرف مناطقی از آسیای صغیر و در نهایت رسیدن به سرزمین مقدس بود. با توجه به این هدف و به پیشنهاد استفان، کنت بلوآ و موافقت ریموند بنابراین بود تا سپاه از همان مسیر نخستین جنگ یعنی دورلیوم و قونیه بگذرد که با مخالفت اکثریت سپاه یعنی لمباردی‌ها روبرو شدند. در همین هنگام بوهموند که به اسارت دانشمندیان درآمده بود و در قلعه نیکسار زندانی بود. بوهموند برای لمباردی‌ها قهرمانی بزرگ بود و لمباردی‌ها یقین داشتند تا با رهبری او به پیروزی دست خواهند یافت برای همین تصمیم گرفته بودند تا برای آزاد کردن او از اسارت به سوی سرزمین دانشمندیان حرکت کنند. علیرغم مخالفت استفان و ریموند با این تصمیم لمباردی‌ها، کنت بیاندرت و آنسلم، اسقف میلان از این تصمیم پشتیبانی کردند و نهایت تصمیم به سود لمباردی‌ها گرفته شد.
سپاه صلیبی از نکومدیا به سوی آنکارا که در اختیار قلج ارسلان سلطان سلجوقی بود به راه افتادند و این شهر که از دفاع خوبی برخوردار نبود با حمله برق آسای صلیبیون به دست آنان افتاد و صلیبیون کنترل شهر را به نمایندگان امپراتور واگذار کرده و آنجا را به سوی چانقری ترک کردند. در مسیر به سوی شمال شرقی که به دورلیوم و نیکسار می‌رسید وضعیت برای سپاه صلیبی سخت شد. قلج ارسلان در هنگام عقب‌نشینی در برابر صلیبیون، روستاها و آبادی‌های را می‌سوزاند تا منابع غذایی را از میان ببرد. در همین میان ملک غازی با قلج ارسلان پیمان دوستی بست و از رضوان امیر حلب درخواست کمک کرد. صلیبیون در اوایل ماه ژوئیه به چانقری که دارای پادگانی از نیروهای توانمند سلجوقی رسیدند و از تسخیر آن بازمانده و با غارت آبادی‌های اطراف شهر برای یافتن غذا، حرکت خود را با گرسنگی و در گرمای زیاد فلات آناتولی از سر گرفتند.
با تصمیم ریموند و موافقت سپاه مسیر حرکت به سوی قلعه قسطمونی که از قلعه‌های بزرگ منطقه بود تغییر کرد. ریموند قصد داشت با تسخیر این قلعه موجب خوشحالی امپراتور شده و در ضمن سپاه را به نواحی تحت کنترل بیزانس در کناره دریای سیاه برساند. در طی این مسیر سپاه صلیبی دائماً در معرض کمین و حملات گاه و بیگاه ترکان قرار می‌گرفت و سختی راه و کمبود اب نیز وضعیت را برای صلیبیون وخیمتر کرد. با نزدیک شدن به شهر لمباردها تغییر رویه داده و خواستند مسیر به سوی شرق دوباره از سر گرفته شود و مابقی سپاه نیز به علت تعداد کمتر و خطر جدا شدن از آنان، به ناچار موافقت کرده و از رود هالس گذشته، وارد خاک دانشمندیان شدند. آنان پس از غارت منطقه ای مسیحی نشین به شهر مرزیفون که در میان رود و آماسیه واقع شده بود رسیدند. آنان در این مکان مورد کمین ترکان قرار گرفته و چند صد نفر از نیروهای آلمانی کشته شدند. با این رویداد و مشخص شدن حمله قطعی ترکان، ریموند سپاه را برای جنگ آماده کرد.
با آغاز نبرد دسته‌های سواران ترک با سمت صلیبیون تاخته و با رها کردن تیرهای خود عقب می‌نشستند و در همان حال دسته ای دیگر به سوی صلیبیون می‌رفتند و این کار را تکرار می‌کردند. این نوع شیوه جنگی ترکان باعث گردید که توانایی صلیبیون در جنگ تن به تن ناکارآمد بماند و روحیه سربازان لمباردی درهم شکسته شده و همراه با فرمانده خود یعنی کنت بیاندرت از میدان نبرد بگریزند. فرار اینان باعث گردید مزدوران ترک همراه سپاه نیز فرار را بر قرار ترجیح دهند و ریموند را که همراه آنان می‌جنگید در نبرد تنها بگذارند. در آخر ریموند و سربازان اندکش توانستند با مقاومت در منطقه ای سنگی به دست استفان بلوایی و استفان بورگوندی از مهلکه خارج شده به اردوگاه بازگردد. ریموند با تاریک شدن شب به همراه پروانسی‌ها و سربازان بیزانسی به سمت کرانه‌های دریای سیاه گریخت و مابقی سپاه نیز که از این رویداد مطلع شدند با رها کردن اردوگاه و شماری از افراد همراه سپاه تا پیش از طلوع خورشید رو به فرار گذاشتند.
سپاه ترکان پس از قتل‌عام اردوگاه به تعقیب فراریان دست زد و تمام نیروهای پیاده آنان از جمله لمباردی‌ها را از دم تیغ گذراندند. در این نبرد چهار پنجم نیروهای صلیبی کشته یا به اسارت گرفته شدند و مقادیر زیادی اسلحه و پول و برده نصیب ترکان گردید. ریموند به همراه افراد همراهش خود را به سوی دهانه رود هالیس حرکت کرده و در آنجا و بندر کوچکی که در کنترل بیزانسی‌ها بود با یک کشتی به سوی قسطنطنیه رفتند. مابقی سواران صلیبی نیز که موفق به فرار از مهلکه شده بودند با گذر از رود خود را به کناره‌های دریا و قلمروهای بیزانسی رسانده و از راه ساحلی حرکت نموده و در اوایل پاییز به قسطنطنیه وارد شدند.
این حرکت صلیبیون برای امپراتور که در سودای برقرار امنیت در سرزمین‌های جنوب آناتولی و برقراری راه مواصلاتی به شام بود، خوشایند نبود و باعث گردید تا از آنان با دلسردی استقبال کند. حرکت صلیبیون به سوی قلمروی دانشمندیان مذاکرات آزاد سازی بوهموند از اسارت را که امپراتور در پیش گرفته بود از بین برد. با پیروزی ترکان آبرو و اعتماد به نفس آنان که در حملات ابتدایی از بین رفته بود، بازیابی شد و سلطان سلجوقی توانست مناطق از دست رفته در آناتولی مرکزی را دوباره تحت کنترل خود درآورده و پایتخت خود را به قونیه منتقل کند. اهمیت قونیه از آن جهت بود که بر سر راه قسطنطنیه به شام قرار داشت و باعث بسته شدن راه زمینی صلیبیون و بیزانسی‌ها از اروپا به شام گردید. همچنین امیر غازی نیز به ادامه حملاتش به سوی جنوب توانست در برابر کنت نشین ادسا به پیروزی‌هایی دست یابد. این وقایع باعث به تیرگی گراییدن روابط بین بیزانسی‌ها و صلیبیون شد و هر کدام، دیگری را باعث و بانی این اتفاقات قلمداد می‌کردند.

### نوری‌ها
لشکری نوری به رهبری ویلیام دوم کنت نور چند روز پس از حرکت لمباردی‌ها از نیکومدیا به قسطنطنیه رسید. ویلیام که حرکت خود را در ماه فوریه آغاز کرده بود پس از گذر از فرانسه و ایتالیا از دریای آدریاتیک عبور و به قسطنطنیه رسیده بود. عبور منظم و با انضباط این سپاه از مقدونیه باعث گردید تا امپراتور به گرمی از کنت استقبال کند. ویلیام که قصد داشت خود را به سپاه دوک بورگوندی و لمباردی‌ها برساند در قسطنطنیه درنگ نکرده و به سوی نیکومدیا راهی گردید. او پس از رسیدن به نیکومدیا اخبار حرکت سپاه به سوی آنکارا را شنید و در اواخر ماه ژوئیه به آنجا رسید ولی چون در آنجا نتوانست اثری از سپاه یا جهت حرکت آنان بیابد به سوی قونیه تغییر مسیر داد و علیرغم مشکلات راه و کمبودهای غذایی توانست نظم سپاهش را حفظ کند.
پادگان ترکان در قونیه توانست در برابر حملهٔ ناگهانی ویلیام مقاومت کرده و آنان را پس بزند. ویلیام که امیدی برای تسخیر شهر نداشت بدون اتلاف وقت حرکت خود را از سر گرفت. در همین هنگام بود که سپاه لمباردی‌ها از ملک غازی و قلج ارسلان شکسته خورده بودند و سپاه ترک که اخبار سپاه دیگری از دشمن را دریافت کرده بودند خود را پیش از سپاه ویلیام به هرقله رساندند. سپاه نوری که در مسیر برای تأمین آذوقه به مشکل خورده بود و چاه‌های آب در مسیر را نیز پر شده می‌یافت به سختی خود را به هرقله رساند و در آنجا خود را در محاصره سپاه ترکان یافت. سپاه ترکان که از نظر تعداد نسبت به نوری‌ها بسیار زیاد بودند توانستند در نبردی کوتاه سپاه نوری‌ها را درهم بکوبند و تنها ویلیام و شماری از سواران شوالیه توانستند از مهلکه گریخته و پس از چند روزی از میان کوه‌های توروس خود را به جرمانیقیه رسانده و سپس با سختی‌های بسیار موفق شدند خود را به انطاکیه برسانند.

### فرانسوی‌ها و آلمانی‌ها
ویلیام نهم، دوک آکیتن سپاهی صلیبی گرد آورده و عازم سرزمین مقدس شده بود. هوگ کنت ورماندوآ که جزو نخستین صلیبیون بود ولی جنگ را نیمه کاره رها کرده بود نیز برای ادای سوگند خود برای رسیدن به اورشلیم همراه این سپاه شده بود. این سپاه از صلیبیون حرکت خود را در ماه مارس آغاز کرده و تصمیم گرفتند تا با گذر از فرانسه، آلمان و مجارستان خود را به قسطنطنیه برسانند. در میان راه و در آلمان، ولف، دوک باواریا به همراه اسقف اعظم سالزبورگ و مارگرافین ایدا که بیوهٔ لئوپولد دوم بود به همراه نیروهای خود به این سپاه صلیبی ملحق شدند. این سپاه تازه ملحق شده آلمانی کاملاً مجهز و شامل نیروهای پیاده و سواره نظام بود. سپاه متحد صلیبیون فرانسوی و آلمانی با گذر از خاک مجارستان در راستای رود دانوب به بلگراد رسیدند و از شاهراه بالکان به سوی آدریانوپل حرکت کردند. آنان که در حین حرکتشان فاقد هرگونه نظم و انضباط بودند در آدریانوپل تا سر حد نبرد با قوای پچنگ و کومان بیزانسی‌ها پیش رفتند. در این میان با پادرمیانی و ضمانت ولف و ویلیام اجازه طی شدن ادامه مسیر به سوی قسطنطنیه با همراهی نیروهای بیزانسی داده شد. الکسیوس از این سپاه استقبال کرد و ترتیبی داد تا این سپاه هرچه سریع تر از بسفر گذر کنند و شماری از غیرنظامیان همراه سپاه را با کشتی مستقیماً به فلسطین منتقل کرد. این سپاه از صلیبیون فرانسوی و آلمانی زمانی به قسطنطنیه رسیده بودند که سپاه نوری‌ها در حال گذر از بسفر بود.
بهم پیوستن این سپاه و سپاه نوری‌ها امکان‌پذیر بود ولی کنت نور قصد داشت تا به قوای کنت بورگوندی بپیوندد و رقابت و کینه‌ورزی میان ویلیام دوک آکتین که رقیب سیاسی ریموند کنت تولوز محسوب می‌گردید به‌همراه اختلافات و دشمنی موجود میان ولف و کنراد مانع از این رویداد گردید. در حالی که سپاه کنت نور به سرعت آنجا را ترک می‌کرد، آنان به مدت پنج هفته در کناره بسفر اردو زدند و سپس به آهستگی از میان شاهراهی که به دورلیوم و قونیه منتهی می‌شد به راه افتادند. این سپاه زمانی به دورلیوم رسید که تنها چند روز از ترک سپاه نووری‌ها از آنجا به سوی قونیه گذشته بود. گذر از این مسیر که تمام خوراکی‌ها و آذوقه‌های میان راهش توسط نوری‌ها جمع‌آوری شده بود و چاه‌های آبش توسط ترکان مسدود شده بود، کار را برای آکتینی‌ها و آلمانی بسیار سخت و مشکل کرد و آنان مشکل تأمین آذوقه را به گردن بیزانسی‌ها انداختند. سپاه صلیبیون، شهر فیلوملیوم که پیش از رسیدن آنان تخلیه و متروک بود را تاراج کردند. پادگان قونیه پس از مقاومت در برابر نوری‌ها در برابر این سپاه تازه تصمیم به تخلیه شهر گرفت و پیش از ترک شهر تمامی خواربار و میوه‌های باغات اطراف شهر را جمع‌آوری کرده، چیزی برای صلیبیون باقی نگذاشت. صلیبیون گرسنه و تشنه پس از ترک قونیه با سختی فراوان در اوایل سپتامبر خود را به هرقله رساندند و با شهری متروک همانند قونیه روبرو شدند. در طی مسیر سواران ترک در اطراف سپاه آنان را تیرباران می‌کردند و مانع از آن می‌شدند تا پیش‌آهنگ‌هایی برای یافتن آب و آذوقه به مناطق اطراف بروند.
صلیبیون با گذر از شهر به رودی رسیدند و جنگجویان تشنه با دیدن آب آرایش و نظم سپاه را برهم زده به سوی رود حمله‌ور شدند با نزدیکتر شدن صلیبیون به رود، سربازان ترک که در علفزارهای حاشیه رود به کمین نشسته بودند بیرون آمده بر سپاه درهم ریخته صلیبیون حمله‌ور شدند. در نبردی که درگرفت سپاه صلیبیون که در محاصره قرار گرفته و ده دست ترکان درهم کوبیده شد. دوک آکتین و یکی از خدمتکارانش و هوگ کنت ورماندوآ که زخمی شده بود به همراه چند تن از نیروهایش هر کدام جداگانه توانستند راهی برای فرار بیابند و خود را از راه کوهستان به طرسوس برسانند. هوگ در هجدهم اکتبر در طرسوس درگذشت. ولف دوک باوریا هم توانست با چند تن از خدمتکارانش از نبرد خارج شده و چند هفته بعد خود را به انطاکیه برساند. اسقف اعظم تیمو پس از اسارت کشته شد و مارگرافین ایدا به سرنوشتی نامعلوم دچار شد.

### فرجام
شکست هر سه سپاه صلیبی ۱۱۰۱ بر کل جنبش صلیبی که پاپ آغاز کرده بود اثر گذاشت. تنها دست‌آورد این جنگ این بود که چند تن از رهبران خشن و پرخاشگر که شکستشان باعث بی آبرو شدن و نابودی سپاهشان شده بود خود را به سرزمین‌های صلیبی شرق برسانند. ترکان سلجوقی با پیروزی در این جنگ انتقام شکستشان در نبرد دورلیوم را گرفتند و جایگاه خود در آناتولی را مستحکم کردند. راه خشکی برای عبور و رسیدن به شام ناامن شد و به هدف حملات دائمی ترکان بدل شد و صلیبیون دیگر جز با سپاهیانی انبوه از آن استفاده نکردند. تنها راه باقی مانده برای سفر به سرزمین مقدس از راه دریا بود که آن هم نیازمند به هزینه‌های زیادی بود و از توان بسیاری خارج بود. این شکست و بسته شدن راه زمینی باعث گردید تا شهرهای ایتالیایی با تکیه بر توان دریانوردی و کشتی‌هایشان، راه نفوذ و قدرت را برای خود باز ببینند و در ازای همکاری خود از امتیازات بازرگانی برخوردار شوند. ارمنی‌های کیلیکیه و توروس از این شرایط شادمان شدند زیرا نفوذ و سلطه بیزانسی‌ها بر خود را از بین رفته و احیای آن را کاری بسیار دشوار می‌دیدند در صورتی که شرایط برای ارمنی‌های سرزمین‌های شرقی تر رو به وخامت بیشتر رفت زیرا با این پیروزی بر جاه طلبی‌های امیر دانشمندی افزوده شده بود و او برای دست اندازی به سرزمین‌های آنان مصمم تر و تشویق گردید. جانشین بوهموند در انطاکیه یعنی تانکرد از این شرایط استفاده کرد و دولت خود را در برابر بیزانسی‌ها و امپراتور، یکپارچه و مستحکم ساخت.
رهبران سپاه متحد لمباردها و فرانسوی که در قسطنطنیه به سر می‌بردند به همراه ریموند در اواخر سال ۱۱۰۱ تصمیم به حرکت به سوی شام گرفتند. امپراتور آنان را با کشتی عازم شام کرد و آنان در روز سال نو به بندر سنت سیمون رسیدند و برای دیدار با تانکرد به انطاکیه رفتند. تنها کشتی ریموند در میانه راه از بقیه جدا شد و در بندر طرسوس به خشکی رسید و به محض پیاده شدن در خشکی توسط شخصی به نام برنارد غریب به جرم خیانت و فرار از جنگ مرسیوان دستگیر شده و او را همراه با نگهبانانی به سوی انطاکیه فرستادند.